# لوئیس مولت
لوئیس مولت (انگلیسی: Louis Moult؛ زادهٔ ۱۴ مهٔ ۱۹۹۲) بازیکن فوتبال اهل بریتانیا است.
از باشگاه‌هایی که در آن بازی کرده است می‌توان به باشگاه فوتبال منزفیلد تاون، باشگاه فوتبال آلفرتون تاون، باشگاه فوتبال نانیتون تاون، باشگاه فوتبال استوک سیتی، باشگاه فوتبال برادفورد سیتی، باشگاه فوتبال مادرول، باشگاه فوتبال آکرینگتون استنلی، باشگاه فوتبال ورکسام، و باشگاه فوتبال نورث‌همپتون تاون اشاره کرد.